# Syndrome de Klinefelter
Pour les articles homonymes, voir XXY.
 (mai 2025).
 Mise en garde médicale
Le syndrome de Klinefelter ou 47,XXY est une aneuploïdie qui se caractérise chez l'humain[précision nécessaire] par un chromosome sexuel X supplémentaire. L'individu possède alors deux chromosomes X et un chromosome Y, pour un total de 47 chromosomes au lieu de 46. Un individu possédant le syndrome de Klinefelter est alors de caractère masculin mais généralement infertile.
C’est une des anomalies chromosomiques les plus communes, on estime qu’un garçon sur 500 en serait porteur. Les hommes qui ont le syndrome de Klinefelter ont en majorité une taille de testicule inférieure à la moyenne. La taille et la forme des testicules est normale à la naissance, mais ils grossissent plus lentement au cours de l’enfance puis de l’adolescence, ce qui fait que le syndrome de Klinefelter est généralement diagnostiqué à cette période. On estime cependant que 2/3 des individus porteurs du syndrome ne sont pas diagnostiqués.

## Histoire
Ce syndrome fut décrit en 1942 par Harry Klinefelter mais son étiologie était alors inconnue. C'est en 1959 que l'origine chromosomique de ce syndrome fut découverte, grâce à Patricia Jacobs.

## Causes
Les origines de cette particularité se trouvent lors de la méiose des gamètes des parents du sujet, lorsque les chromosomes sexuels ne se répartissent pas normalement. Un autre groupe nommé « mosaïque » trouve ses origines lors de la mitose. Ce groupe représente à peu près 10 % des cas de syndrome de Klinefelter. Les individus dits « mosaïque » n'ont pas toutes les cellules atteintes par la particularité chromosomique et sont donc pour certains en mesure d'avoir des enfants.

## Fréquence
De nombreux individus portent ce caryotype sans être réellement affectés (hormis leur infertilité). Environ un individu sur 500 à 1 000 naissances masculines est porteur de ce syndrome. Le caryotype 47,XXY (80 % des cas de Klinefelter) est à distinguer des caryotypes 48,XXXY, 48,XXYY et 49,XXXXY et autres mosaïques qui présentent alors d'autres conséquences que celles précitées et qui constituent 20 % des cas.
Moins de 10 % de ces syndromes sont diagnostiqués avant l'âge adulte et il est probable que seul un quart des cas soit effectivement dépisté.

## Symptômes
Sous le nom de syndrome de Klinefelter, on regroupe tout ou partie de l'ensemble des symptômes suivants, une variabilité d'expression étant souvent constatée et tous les problèmes de la vie ne pouvant être rattachés à ce syndrome : taille en moyenne plus grande que la fratrie, retard pubertaire possible, possibilité durant l'enfance de troubles d'apprentissage du langage ou de la lecture, taille des testicules plus petits à partir de la puberté, possibilité à l'adolescence s'il existe un manque en testostérone d'une faible pilosité, d'un manque de tonus musculaire, du développement des glandes mammaires ou gynécomastie, d'un émail dentaire fragile et d'une ostéoporose à l'âge adulte.
L'expression atypique de ce syndrome explique donc le retard fréquent de son diagnostic, qui est souvent fait uniquement dans le cadre d'une recherche de stérilité.

## Diagnostic
Typiquement il existe un tableau biologique d'hypogonadisme hypergonadotrophique, avec, chez l'adulte, une concentration normale ou basse de testostérone et un taux élevé de LH et de FSH.
Le diagnostic se fait à l'aide du caryotype mais il est beaucoup plus délicat en cas de mosaïque.

## Complications
Chez l’humain, les hommes avec le syndrome de Klinefelter ont un risque légèrement accru de développer d’autres problèmes de santé tels que le diabète de type 2, l’ostéoporose, des maladies cardiovasculaires et thromboses, des maladies auto-immunes tels que le lupus, une glande thyroïde sous-active (hypothyroïdie), de l’anxiété, difficultés d'apprentissage et dépression — bien que l'intelligence ne soit généralement pas affectée —, ainsi que le cancer du sein — bien que très rare.

## Traitements
Pour les enfants présentant des difficultés d'apprentissage, la mise en place d'une prise en charge précoce et classique en orthophonie et en ergothérapie peut aider.
Un traitement hormonal à base de testostérone à partir de la puberté peut être proposé. Cela améliore les symptômes (sans régler le problème de l'infertilité) et peut prévenir certaines complications tardives comme l'ostéoporose.
En cas de gynécomastie importante et invalidante, une chirurgie plastique peut être proposée. De même, on peut pratiquer une exérèse des petits testicules chez ceux qui acceptent difficilement cet état, avec une mise en place de prothèses testiculaires.
La prise en charge de l'infertilité est faite par les équipes d'assistances médicales à la procréation (AMP), qui détermineront le degré d'infertilité et les différentes possibilités qui en découlent (fécondation in vitro et injection intracytoplasmique de spermatozoïde ; insémination artificielle avec donneur ; adoption). Une azoospermie (absence de spermatozoïdes dans l'éjaculat) n'est parfois pas le témoin de l'absence de production de spermatozoïdes et des prélèvements intra-testiculaires ont pu être faits.

## Recommandations
L'académie européenne d'andrologie (European Academy of andrology) a publié des recommandations sur le syndrome de Klinefelter en 2020.

## Personnalités notables
- Caroline Cossey, actrice et mannequin anglaise transgenre (de sexe masculin assigné à la naissance) et James Bond girl, en fait porteuse de la variante tétrasomique XXXY parfois incluse dans la dénomination de Klinefelter
- Le roi Charles II d'Espagne (1661-1700)[14]
- Lili Elbe, artiste peintre transgenre danoise[15]
- Francis Heaulme, criminel français[16]
- Bobby Joe Long, criminel américain[17],[18]
- Kimber James, actrice transgenre de films pornographiques[19].

Le soldat de Suontaka (en) peut en outre être cité. Ce personnage médiéval, inhumé avec son épée, découvert en 1968 dans une tombe en Finlande, a longtemps été pris pour une femme à la carrure imposante, dont l'épée indiquait qu'elle occupait une place sociale inhabituelle. Une étude de l'ADN fossile de son squelette tend à prouver qu'il s'agissait sans doute d'un homme à chromosomes sexuels XXY aneuploïdes.

## Chez les chats domestiques
Le syndrome affecte également les chats calicos mâles. 
Les chats ne peuvent être calicos, c'est-à-dire tricolores (nécessairement avec du blanc), que s'ils possèdent deux chromosomes X, car la couleur est portée par le chromosome X, chaque chromosome X peut en porter une et le blanc compte comme absence de couleur. Les chattes peuvent avoir deux couleurs différentes, une sur chaque X, dont l'une ou l'autre est inactivée sous forme de corpuscule de Barr, en fonction de la zone du corps, alors que les mâles XY ne peuvent pas porter plus d'une couleur en plus du blanc et les chats qui portent le maximum possible de couleurs (trois dont du blanc) sont toujours des chattes à moins qu'ils n'aient le syndrome de Klinefelter.